# Игуасу (департамент)
Департамент Игуасу  (исп. Departamento de Iguazu) — департамент в Аргентине в составе провинции Мисьонес.
Территория — 2769 км². Население — 82227 человек. Плотность населения — 29,70 чел./км².
Административный центр — Пуэрто-Эсперанса.

## География
Департамент расположен на севере провинции Мисьонес.
Департамент граничит:
- на севере — с Бразилией
- на востоке — с департаментом Хенераль-Мануэль-Бельграно
- на юге — с департаментом Эльдорадо
- на западе — с Парагваем

## Административное деление
Департамент включает 4 муниципалитета:
- Пуэрто-Эсперанса
- Колония-Ванда
- Пуэрто-Игуасу
- Пуэрто-Либертад

## Важнейшие населенные пункты[3]
| № | Населённый пункт  | Населённый пункт (исп.) | Категория | Население чел. (2010) | На карте                        |
| - | ----------------- | ----------------------- | --------- | --------------------- | ------------------------------- |
| 1 | Пуэрто-Игуасу     | Puerto Iguazú           | город     | 41062                 | 25°36′38″ ю. ш. 54°34′35″ з. д. |
| 2 | Пуэрто-Эсперанса  | Puerto Esperanza        | город     | 15204                 | 26°01′25″ ю. ш. 54°36′41″ з. д. |
| 3 | Колония-Ванда     | Colonia Wanda           | город     | 13901                 | 25°58′20″ ю. ш. 54°34′02″ з. д. |
| 4 | Пуэрто-Либертад   | Puerto Libertad         | город     | 5765                  | 25°55′07″ ю. ш. 54°35′02″ з. д. |
| 5 | Вилья-Кооператива | Villa Cooperativa       | поселок   | 55                    | 25°56′38″ ю. ш. 54°32′39″ з. д. |